# Criterio di Eisenstein
In algebra, il criterio di Eisenstein è un criterio per dimostrare l'irriducibilità di alcuni polinomi a coefficienti interi. Prende il nome dal matematico tedesco Gotthold Eisenstein.

## Il criterio
Sia {\displaystyle P(x)} un polinomio primitivo a coefficienti interi
{\displaystyle P(x)=a_{n}x^{n}+a_{n-1}x^{n-1}+\ldots +a_{1}x+a_{0}.}
Il criterio di Eisenstein afferma che:
Se esiste un numero primo {\displaystyle p} tale che:
- {\displaystyle p} non divide {\displaystyle a_{n}},
- {\displaystyle p} divide {\displaystyle a_{0},a_{1},\ldots ,a_{n-1}},
- {\displaystyle p^{2}} non divide {\displaystyle a_{0}},

Allora {\displaystyle P(x)} è irriducibile tra i polinomi a coefficienti interi. 
In altre parole, se valgono le ipotesi non esistono due polinomi a coefficienti interi {\displaystyle H(x)} e {\displaystyle G(x)} e di grado almeno uno tali che 
{\displaystyle H(x)\cdot G(x)=P(x).}
Per il lemma di Gauss, non esistono neppure due polinomi {\displaystyle H(x)} e {\displaystyle G(x)} a coefficienti razionali di grado almeno uno il cui prodotto è {\displaystyle P(x)}, quindi {\displaystyle P(x)} è irriducibile pure tra i polinomi a coefficienti razionali.
Il criterio può essere generalizzato a qualsiasi dominio a fattorizzazione unica: basta sostituire alla nozione di numero primo quella di elemento primo.

## Esempio
Consideriamo ad esempio il polinomio {\displaystyle P(x)=3x^{2}+25x+10}; a questo si può applicare il criterio a partire dal primo p=5, che divide 10 e 25, ma non 3; inoltre {\displaystyle 5^{2}=25} non divide 10. Da questo si può dedurre che P(x) è irriducibile.
L'ultima condizione è importante: infatti se consideriamo il polinomio {\displaystyle Q(x)=x^{2}+10x+25}, questo verifica le prime due condizioni, ma non la terza, e non è irriducibile: esiste infatti la fattorizzazione {\displaystyle Q(x)=(x+5)^{2}=(x+5)(x+5)}

## Dimostrazione
Supponiamo per assurdo che esistano due polinomi G(x) e H(x) che fattorizzano P(x) (dove P(x) verifica le ipotesi del criterio di Eisenstein), di grado rispettivamente g e h; scomponiamo quindi P(x) come
{\displaystyle a_{n}x^{n}+a_{n-1}x^{n-1}+\ldots +a_{1}x+a_{0}=(b_{g}x^{g}+b_{g-1}x^{g-1}+\ldots +b_{1}x+b_{0})(c_{h}x^{h}+c_{h-1}x^{h-1}+\ldots +c_{1}x+c_{0})}
Abbiamo allora
{\displaystyle a_{0}=b_{0}c_{0}} e quindi {\displaystyle p\mid b_{0}c_{0}} e {\displaystyle p^{2}\nmid b_{0}c_{0}}
da cui a meno di inversioni {\displaystyle p\mid b_{0}} e {\displaystyle p\nmid c_{0}}, continuiamo 
{\displaystyle p\mid b_{0}c_{1}+b_{1}c_{0}} per cui {\displaystyle p\mid b_{1}}
{\displaystyle p\mid b_{0}c_{2}+b_{1}c_{1}+b_{2}c_{0}} per cui {\displaystyle p\mid b_{2}}
...
dalle espressioni precedenti si deduce {\displaystyle p|b_{k}}, quindi {\displaystyle p|G(x)}, ma questo comporta che {\displaystyle p|P(x)} e dunque l'assurdo {\displaystyle p|a_{n}}.

## Dimostrazione alternativa
Un'altra dimostrazione può essere data usando il campo {\displaystyle \mathbb {Z} _{p}} delle classi di resto modulo il primo {\displaystyle p}. 
Consideriamo il polinomio {\displaystyle \pi _{p}(f(x))}, ottenuto dal polinomio {\displaystyle f(x)} proiettandone i coefficienti in {\displaystyle \mathbb {Z} _{p}}; poiché per ipotesi {\displaystyle p} divide tutti i coefficienti escluso il coefficiente direttore, {\displaystyle \pi _{p}(f(x))=c\cdot x^{n}} con {\displaystyle c\in \mathbb {Z} _{p}}, {\displaystyle c\neq 0}. Poiché in {\displaystyle \mathbb {Z} _{p}[x]} vale la fattorizzazione unica, ogni fattorizzazione di {\displaystyle f(x)} in {\displaystyle \mathbb {Z} _{p}[x]} sarà in monomi. Supponiamo ora che {\displaystyle f(x)} sia riducibile in {\displaystyle \mathbb {Z} [x]}, ovvero che esistano {\displaystyle g(x),h(x)\in \mathbb {Z} [x]} tali che {\displaystyle f(x)=g(x)\cdot h(x)} con {\displaystyle 1\leq deg(g),\ deg(h)\leq n-1}. Si avrebbe che i fattori {\displaystyle g(x)} e {\displaystyle h(x)}, proiettati modulo {\displaystyle p}, sarebbero monomi, ovvero si avrebbe {\displaystyle \pi _{p}(g(x))=d\cdot x^{r}} e {\displaystyle \pi _{p}(h(x))=e\cdot x^{n-r}}, con {\displaystyle d,e\in \mathbb {Z} _{p}}, {\displaystyle d,e\neq 0}.
È facile verificare che {\displaystyle \pi _{p}(g(0))=\pi _{p}(g(x))(0)=0} e che {\displaystyle \pi _{p}(h(x))(0)=\pi _{p}(h(0))=0,} dunque {\displaystyle p} divide {\displaystyle g(0)} e {\displaystyle h(0)}. Ma allora {\displaystyle p^{2}} divide {\displaystyle g(0)h(0)=f(0)=a_{0},} contraddicendo l'ipotesi {\displaystyle p^{2}\nmid a_{0}}. Quindi {\displaystyle f(x)} non è fattorizzabile in {\displaystyle \mathbb {Z} [x]}, e dunque nemmeno in {\displaystyle \mathbb {Q} [x]} per il lemma di Gauss.